# Xylographus subopacus
Xylographus subopacus es una especie de coleóptero de la familia Ciidae.

## Distribución geográfica
Habita en África central.